# Fritz Traub
Fritz Traub (* 7. April 1929 in Berlin; † 4. Februar 2008 in Bad Homburg vor der Höhe) war ein deutscher Jurist. Er war Vorsitzender Richter des Kartellsenats am OLG Frankfurt am Main und ehrenamtlicher Hochschullehrer für gewerblichen Rechtsschutz an der Universität Gießen. 

## Leben
Traub studierte Rechtswissenschaften an der Johann Wolfgang Goethe-Universität Frankfurt am Main. 1954 wurde er in Frankfurt mit der Arbeit Die Fälle der sogenannten Unterbrechung des Kausalzusammenhangs als Rechtswidrigkeits- und Teilnahmeproblem zum Dr. iur. promoviert. 1962 wurde er Richter am Landgericht Frankfurt am Main. Ab 1966 war er Richter am Oberlandesgericht Frankfurt am Main mit dem Schwerpunkt Wettbewerbs- und Kartellrecht, deren Vorsitzender Richter von 1976 bis zu seinem Ruhestand 1994.
Er wurde 1984 zum Honorarprofessor an der rechtswissenschaftlichen Fakultät der Justus-Liebig-Universität Gießen ernannt.
1992 wurde Traub Mitglied der Sachverständigenkommission der Bundesregierung für gewerblichen Rechtsschutz. Er war Mitglied des Instituts für Urheber- und Medienrecht in München sowie Vorsitzender des Beschwerdeausschusses der GEMA.
Traub veröffentlichte Aufsätze zu den Themengebieten des Wettbewerbsrechts, Kartellrechts, gewerblichen Rechtsschutz, Urheberrechts und Handelsrechts.